# Wahlen in Irland
In der Republik Irland finden auf nationaler Ebene folgende Wahlen statt:
- Wahlen zum irischen Unterhaus, dem Dáil Éireann[1]
- Präsidentschaftswahlen
- Europawahl
- Regionalwahlen (sog. local elections)

## Wahlen zum Dáil Éireann
Der Dáil ist das Unterhaus des irischen Parlaments Oireachtas. Das Unterhaus besteht aus 166 Mitgliedern, die für eine Amtszeit von 5 Jahren gewählt werden. Wahlberechtigt sind alle irischen Bürger, oder Bürger des Vereinigten Königreichs Großbritannien und Nordirland, die ihren festen Wohnsitz in der Republik haben. Die Wahl findet nach dem Prinzip der übertragbaren Einzelstimmgebung (engl. Single Transferable Vote) statt und die einzelnen Wahlbezirke haben jeweils mehrere Sitze zu vergeben.

### Nachwahlen
Nachwahlen (englisch: by(e)-election) finden in Irland statt, um frei gewordene Sitze im irischen Unterhaus neu zu vergeben. Ein Parlamentarier kann durch Tod, Rücktritt oder Ausschluss aus dem Dáil ausscheiden, so dass eine Nachwahl notwendig wird. Daher können Parteien innerhalb des Dáil während einer Amtszeit durchaus Sitze verlieren oder hinzugewinnen. Nachwahlen können einzeln oder gesammelt abgehalten werden.

### Liste der Wahlen von 1923 bis heute
Für Details zu den einzelnen Wahlen auf das entsprechende Datum klicken
| Datum              | Taoiseach | Regierungspartei(en)                                                                 | Amtsdauer (Tage)                                              |
| 16. Juni 1922      | (Südirische Wahlen zur Umsetzung des Anglo-Irischen Vertrags)                                                                                 | (Südirische Wahlen zur Umsetzung des Anglo-Irischen Vertrags)                        | (Südirische Wahlen zur Umsetzung des Anglo-Irischen Vertrags) |
| 27. August 1923    | W.T. Cosgrave | Cumann na nGaedheal                                                                  | 1382                                                          |
| 9. Juni 1927       | W.T. Cosgrave | Cumann na nGaedheal                                                                  | 98                                                            |
| 15. September 1927 | W.T. Cosgrave | Cumann na nGaedheal                                                                  | 1615                                                          |
| 16. Februar 1932   | Eamon de Valera | Fianna Fáil                                                                          | 343                                                           |
| 24. Januar 1933    | Eamon de Valera | Fianna Fáil                                                                          | 1619                                                          |
| 1. Juli 1937       | Eamon de Valera | Fianna Fáil                                                                          | 351                                                           |
| 17. Juni 1938      | Eamon de Valera | Fianna Fáil                                                                          | 1832                                                          |
| 23. Juni 1943      | Eamon de Valera | Fianna Fáil                                                                          | 342                                                           |
| 30. Mai 1944       | Eamon de Valera | Fianna Fáil                                                                          | 1345                                                          |
| 4. Februar 1948    | John A. Costello | Koalition aus Fine Gael, Labour, Clann na Poblachta und Clann na Talmhan             | 1211                                                          |
| 30. Mai 1951       | Eamon de Valera | Fianna Fáil                                                                          | 1084                                                          |
| 18. Mai 1954       | John A. Costello | Koalition aus Fine Gael, Labour und Clann na Talmhan                                 | 1022                                                          |
| 5. März 1957       | Eamon de Valera | Fianna Fáil                                                                          | 1674                                                          |
| 4. Oktober 1961    | Seán Lemass | Fianna Fáil                                                                          | 1281                                                          |
| 7. April 1965      | Seán Lemass | Fianna Fáil                                                                          | 1533                                                          |
| 18. Juni 1969      | Jack Lynch | Fianna Fáil                                                                          | 1351                                                          |
| 28. Februar 1973   | Liam Cosgrave | Koalition aus Fine Gael und Labour                                                   | 1569                                                          |
| 16. Juni 1977      | Jack Lynch | Fianna Fáil                                                                          | 1456                                                          |
| 11. Juni 1981      | Garret FitzGerald | Koalition aus Fine Gael und Labour                                                   | 252                                                           |
| 18. Februar 1982   | Charles Haughey | Fianna Fáil                                                                          | 279                                                           |
| 24. November 1982  | Garret FitzGerald | Koalition aus Fine Gael und Labour                                                   | 1546                                                          |
| 17. Februar 1987   | Charles Haughey | Fianna Fáil                                                                          | 849                                                           |
| 15. Juni 1989      | Charles Haughey | Koalition aus Fianna Fáil und Progressive Democrats                                  | 1259                                                          |
| 25. November 1992  | Albert Reynolds | Koalition aus Fianna Fáil und Labour                                                 | 1654                                                          |
| 6. Juni 1997       | Bertie Ahern | Koalition aus Fianna Fáil und Progressive Democrats                                  | 1806                                                          |
| 17. Mai 2002       | Bertie Ahern | Koalition aus Fianna Fáil und Progressive Democrats                                  | 1833                                                          |
| 24. Mai 2007       | Bertie Ahern | Koalition aus Fianna Fáil, Green Party und (bis November 2008) Progressive Democrats | 1343                                                          |
| 25. Februar 2011   | Enda Kenny | Koalition aus Fine Gael und Labour                                                   | 1827                                                          |
| 26. Februar 2016   | Enda Kenny (6. Mai 2016 bis 14. Juni 2017) / Leo Varadkar (14. Juni 2017 bis 27. Juni 2020)                                                   | Koalition aus Fine Gael und unabhängigen Abgeordneten bei Duldung durch Fianna Fáil  | 404 1109                                                      |
| 8. Februar 2020    | Micheál Martin (27. Juni 2020 bis 17. Dezember 2022) / Leo Varadkar (17. Dezember 2022 bis 9. April 2024) / Simon Harris (seit 9. April 2024) | Koalition aus Fianna Fáil, Fine Gael und Green Party.                                | 903 479 331+                                                  |

## Präsidentschaftswahlen
Hauptartikel: Präsidentschaftswahlen
Bei den irischen Präsidentschaftswahlen wird das Staatsoberhaupt der Republik Irland, der Präsident von Irland, gewählt.
Der Präsident von Irland wird alle 7 Jahre von den Bürgern der Republik gewählt; für den Fall eines vorzeitigen Ausscheidens muss die Wahl innerhalb von 60 Tagen danach stattfinden. Die Wahl findet geheim nach dem System des Instant-Runoff-Voting statt. Während bei Wahlen zum Dáil Éireann sowohl irische als auch britische Bürger, die in Irland ihren festen Wohnsitz haben, wählen können, dürfen bei Präsidentschaftswahlen lediglich irische Bürger, die mindestens 18 Jahre alt sind, teilnehmen.
Zur Wahl aufstellen lassen, kann sich jeder Staatsbürger, der mindestens 35 Jahre alt ist. Ein Kandidat muss aber von einem der folgenden nominiert worden sein:
- von zwanzig Mitgliedern des nationalen Parlaments (Oireachtas)
- von vier Mitgliedern der Gemeindeverwaltung
- sich selbst, für den Fall, dass er ausscheidender oder ehemaliger Präsident ist

Stellt sich nur ein Kandidat zur Wahl, gilt dieser automatisch (ohne tatsächliche Wahl) als gewählt. Ein Präsident kann maximal zwei Amtszeiten sein Amt ausüben.

## Weitere Wahlen
Neben den oben aufgeführten Wahlen finden in Irland weiterhin Wahlen zum Europäischen Parlament (Europawahl) statt, bei denen jeder Bürger eines Landes der EU teilnehmen kann. Auf lokaler Ebene finden sog. local elections statt, bei denen jeder Bürger dieses Bezirks, unabhängig seiner Staatsbürgerschaft, wählen kann.

## Wahlkreise
Hauptartikel: Wahlkreise (Irland)
Das irische Unterhaus (Dáil Éireann), besteht zurzeit aus 166 Parlamentariern, den sog. Teachta Dála (TDs). Diese vertreten die 43 Wahlkreise Irlands. Abhängig von der Größe kann jeder Wahlkreis zwischen 3 und 5 Sitzen vergeben. Aktuell kommt im Durchschnitt auf ca. 25.500 Einwohner ein Parlamentarier.